# Der Lorax
Der Lorax (Originaltitel: Dr. Seuss’ The Lorax) ist ein US-amerikanischer 3D-IMAX-Animationsfilm aus dem Jahr 2012, der auf Dr. Seuss’ gleichnamigem Buch basiert. Die Regie übernahmen Chris Reunaud und Kyle Balda, das Drehbuch schrieb Ken Daurio und die Produktion übernahmen Janet Healy und Christopher Meledandri für Illumination Entertainment. Die Premiere des Films fand am 19. Februar 2012 in Los Angeles statt. In den Kinos der Vereinigten Staaten lief der Film am 2. März 2012 an; in Deutschland startete der Film am 19. Juli 2012. Die Hauptrolle wird nicht nur in der englischsprachigen Version, sondern auch in der deutschen, italienischen, spanischen und russischen Sprachfassung von Danny DeVito gesprochen.

## Handlung
In der kleinen Stadt Thneedville ist alles aus Plastik, selbst die Bäume und Hecken. Da solche Pflanzen keinen Sauerstoff erzeugen können, verdient sich Aloysius O’Hare, ein höchst einflussreicher Wirtschaftsmagnat, ein Vermögen mit Luft, die in Flaschen gefüllt ist. Der 12-jährige Ted versucht derweil, das Herz seiner Nachbarin Audrey zu gewinnen und erfährt, dass es ihr Traum ist, endlich mal richtige Bäume zu sehen. Seine eigenartige, aber dennoch schlagfertige Großmutter Norma erzählt ihm von einem Mann, der sich der Once-ler nennt und außerhalb der Stadt lebt. Also macht Ted sich mit seinem Einrad-Motorrad auf den Weg und muss feststellen, dass außerhalb der meterhohen Mauern, die Thneedville umgeben, ein ödes, langweiliges, leeres Tal liegt. Schließlich gelangt er zu einem dreistöckigen Haus, von dessen höchstem Fenster ein fremder Mann zu ihm hinuntersieht und einen Kübel an einem Seil hinunterlässt, in das Ted zur Bezahlung 15 Cent, eine Zwecke und das Haus einer Ur-Ur-Ur-Uropaschnecke hineingeben soll. Nun kommt ein Trichter hinab, durch den der Once-ler mit ihm redet. Dann erzählt er ihm pro Tag mehrere kurze Teile einer Geschichte:
Als junger Mann kam er in dieses Tal mit dem Plan, eine wollartige Substanz namens Thneed herzustellen. Die hier wachsenden Truffula-Bäume erschienen ihm dafür geeignet, also fällte er einen Baum, räumte seinen Karren aus und nähte sich einen Thneed. In dem Moment entsteigt dem Stumpf des gefällten Baumes ein kleines, orangehaariges Wesen 
mit einem gelben Schnurrbart, der sich der Lorax nennt und als Schutzpatron der Bäume bezeichnet. Zuerst verspricht der Once-ler ihm, keine Bäume mehr zu fällen. Doch als er tatsächlich Erfolg mit seinem Thneed hat und mit seiner Familie eine Fabrik aus dem Boden stampft, kommt er von diesem guten Vorsatz wieder weg. Der Lorax versucht die ganze Zeit, an des Once-lers gutes Herz zu appellieren, doch dieser fühlt sich nur missverstanden und wirft dem Lorax vor, er wolle ihn aufhalten. Der Lorax meint darauf, das müsse er gar nicht, das würde der Once-ler schon selbst machen. Und genau in dem Moment fällt der letzte Truffula-Baum um. Somit kann kein Thneed mehr hergestellt werden, und die Familie will nun nichts mehr von ihm wissen. Auch all die Braunfelliwullis, Schwippschwäne und Summerfische müssen das Tal nun verlassen, da es kein Essen mehr hier gibt, selbst Melvin, der Esel, der den Karren des Once-lers gezogen hat. Jetzt begreift er erst, was er hier angerichtet hat und der Lorax entschwindet durch ein Loch im wolkenbedeckten Himmel.
Der Once-ler schließt seine Erzählung und bittet Ted, ihm zu helfen, seine schreckliche Tat wieder gutzumachen und wirft ihm den letzten Truffula-Samen hinab, damit er ihn einpflanzen kann. Leider blieben die regelmäßigen Ausflüge von Ted nicht unbemerkt und O’Hare sieht seine Verdienstquelle gefährdet. Mit seinen Leibwächtern versucht er, Ted, Audrey und der Großmutter den Samen abzujagen. Schließlich gelangen sie zu O’Hares Denkmal, unter dem als einzigem Ort in der Stadt Erde liegt. Mit einer Planierraupe zerstört Ted die Mauer und nun sehen die Leute zum ersten Mal, welche Folgen das Verschwinden der Bäume hatte. Nun wenden sich sogar seine eigenen Leibwächter gegen O’Hare und alle bitten Ted, den Samen einzupflanzen, was der Once-ler von seinem Fenster aus mit Freuden sieht. Nun erhält Ted auch seinen Kuss von Audrey.
Tage später tritt der Once-ler vor sein Haus und gießt hier aufgegangene Truffula-Bäume, als plötzlich ein Licht am Himmel erscheint. Der Lorax schwebt herab und der Once-ler schließt ihn vor Freude in die Arme. Dieser kommentiert darauf verschmitzt: „Hübscher Schnurrbart, Bohnenstange!“

## Vergleich zur Buchvorlage
Die Geschichte um den Lorax wurde im Film großenteils aus dem Buch übernommen, weist aber einige kleinere Unterschiede auf. So ist der Once-ler im Film ganz zu sehen, während im Buch nur seine Hände und seine Augen (hinter dem zugenagelten Fenster) zu erkennen sind. Auch ist der kleine Junge, dem er die Geschichte erzählt, die einzige andere Person, die in der Rahmenhandlung vorkommt. Der Name des Jungen Ted wurde von Dr. Seuss selbst übernommen, dessen Vorname Theodore war. Der Name seiner Traumfrau Audrey stammt von Dr. Seuss’ Frau.

## Verfilmung von 1972
Bereits in den 70er Jahren gab es einen wesentlich düsterer gestalteten Zeichentrickfilm The Lorax, dessen Erstausstrahlung auf CBS die englischsprachige Wikipedia auf den 14. Februar 1972 datiert. Dieser endet damit, dass der Junge mit dem Truffula-Samen weggeht, eine Wiederkehr des Lorax wird in Aussicht gestellt, aber nicht versprochen. Während die englischsprachige Version in Reimen gehalten wird, war die Synchronisation, die damals im deutschsprachigen Fernsehen lief, in Prosa. Einige weitere Unterschiede zur Neuverfilmung:
- Der Once-ler ist im ganzen Film nie zu sehen (lediglich seine grünen Hände)
- 1972 wurde die Rückkehr des Lorax und der Tierwelt in Aussicht gestellt, aber weder versprochen noch gezeigt
- Die Figur des Aloysius O’Hare sowie die gesamte soziale Umgebung Teds fehlen. Auch ein erkennbarer Schurke kommt nicht vor, denn das Waldabholzen selbst ist das ignorierte Verbrechen der Menschen.
- Der Once-ler wird als junger Mann von seiner (Holzfäller)Familie gedrängt, ins Geschäft einzusteigen. Dadurch verliert der Charakter aus dem Buch etwas die Schuld an dem Waldsterben. Im Buch ist die Welt etwas finsterer ohne Bäume, im Film gibt es keinen visuellen Unterschied.

## Rezeption

### Finanzieller Erfolg
Der Lorax nahm am Startwochenende in den USA 70,7 Millionen US-Dollar ein. Somit erreichte Der Lorax das bis dahin erfolgreichste Startwochenende des Jahres 2012. Ebenso hatte Der Lorax den erfolgreichsten Start eines Animationsfilms, der keine Fortsetzung darstellt. Der Lorax spielte 348,8 Millionen US-Dollar ein, davon allein 214 Millionen US-Dollar in den Vereinigten Staaten. Außerdem betrug das Budget für diesen Film rund 70 Millionen US-Dollar.

### Kritiken
„Farbenfroher, mit amüsanten Details gespickter Computer-Animationsfilm nach einem Kinderbuch von Dr. Seuss, der Naturschutz sowie Respekt vor dem Leben einfordert. Die düstere Vorlage und deren weit pessimistischere Botschaft werden dabei spürbar in zuckersüße Familienunterhaltung verpackt.“

„Sowohl der grummelig-knuffige Lorax als auch die farbenfrohen Truffula-Wälder machen auf der Leinwand richtig was her. Das 3D ist ebenso gelungen, wobei sich die Zahl der bewusst auf die dritte Dimension ausgelegten Szenen […] in Grenzen hält. Damit bleibt das Charakterdesign der menschlichen Figuren für uns das einzige Manko – die sehen zwar auch nicht schlecht, aber doch arg austauschbar aus. […] „Der Lorax“ hat eine sympathisch vertretene Naturschutz-Botschaft, das ist schon mal gut. Aber noch besser ist, dass er zudem auch noch eine Menge Spaß macht.“

„Es ist eine Botschaft gegen Umweltverschmutzung und gegen die Gier. Seine unterhaltsame fröhliche Botschaft ist heute aktueller denn je und wird hier verpackt in einen sympathischen, klugen Reigen von amüsanten Fantasy-Motiven, vermischt mit viel Herz, Humor und witzigen Details.“

„Ein buntes Kuddelmuddel, welches bestenfalls vom jungen Publikum mit Begeisterung aufgenommen werden wird. Für den Rest bleiben bloß nervige Charaktere und missratene Holzhammer-Moral.“

### Auszeichnungen
Environmental Media Award 2012
- Auszeichnung in der Kategorie Spielfilm[11]

## Synchronisation
Die Interopa Film GmbH in Berlin gab die Synchronisation in Auftrag. Alexander Löwe schrieb das Dialogbuch, Frank Schaff führte die Dialogregie.
Der US-amerikanische Hollywood-Schauspieler Danny DeVito synchronisierte den Lorax neben der englischen auch in der deutschen, russischen, italienischen und spanischen Version des Films.
| Rolle            | Originalsprecher   | Deutsche Synchronisation                 |
| ---------------- | ------------------ | ---------------------------------------- |
| Der Lorax        | Danny DeVito       | Danny DeVito                             |
| Ted              | Zac Efron          | Jannik Schümann                          |
| Audrey           | Taylor Swift       | Yvonne Greitzke                          |
| Norma            | Betty White        | Barbara Adolph                           |
| Once-ler         | Ed Helms           | Florian Halm (Sprache) Tom Luca (Gesang) |
| O’Hare           | Rob Riggle         | Olaf Reichmann                           |
| Teds Mutter      | Jenny Slate        | Britta Steffenhagen                      |
| Once-lers Mutter | Nasim Pedrad       | Heike Schroetter                         |
| Brett            | Danny Cooksey      | Ricardo Richter                          |
| Chet             | Danny Cooksey      | Raúl Richter                             |
| Onkel Ubb        | Stephen Tobolowsky | Gerald Schaale                           |
| Tante Grizelda   | Elmarie Wendel     | Joseline Gassen                          |